# Shahpur (Karnataka)
Shahpur (o Shahapur) è una città dell'India di 29.556 abitanti, situata nel distretto di Yadgir, nello stato federato del Karnataka. In base al numero di abitanti la città rientra nella classe III (da 20.000 a 49.999 persone).
Fino al 30 dicembre 2009 la città è appartenuta al distretto di Gulbarga.

## Geografia fisica
La città è situata a 15° 50' 60 N e 74° 31' 0 E e ha un'altitudine di 730 m s.l.m..

## Società

### Evoluzione demografica
Al censimento del 2001 la popolazione di Shahpur assommava a 29.556 persone, delle quali 15.353 maschi e 14.203 femmine. I bambini di età inferiore o uguale ai sei anni assommavano a 4.652, dei quali 2.454 maschi e 2.198 femmine. Infine, coloro che erano in grado di saper almeno leggere e scrivere erano 15.423, dei quali 9.354 maschi e 6.069 femmine.